# Краснолани
Краснолани (пол. Krasnołany) — село в Польщі, у гміні Далікув Поддембицького повіту Лодзинського воєводства.
Населення — 135 осіб (2011).
У 1975-1998 роках село належало до Серадзького воєводства.

## Демографія
Демографічна структура станом на 31 березня 2011 року:
|          | Загалом | Допрацездатний вік | Працездатний вік | Постпрацездатний вік |
| -------- | ------- | ------------------ | ---------------- | -------------------- |
| Чоловіки | 68      | 10                 | 50               | 8                    |
| Жінки    | 67      | 9                  | 39               | 19                   |
| Разом    | 135     | 19                 | 89               | 27                   |